# مارجريتا الأولى الدانماركية
كانت مارجريتا الأولى ((بالسويدية: Margareta Valdemarsdotter)) (مارس 1353 28 أكتوبر عام 1412)، ملكة للدنمارك والنرويج والسويد (بما في ذلك فنلندا)، منذ أواخر ثمانينيات القرن الرابع عشر حتى وفاتها، ومؤسسة اتحاد كالمار الذي انضم إلى الممالك الإسكندنافية لأكثر من قرن. كانت ملكة النرويج منذ 1363 حتى 1380، والسويد منذ 1363 حتى 1364 عن طريق الزواج من هوكون السادس. عُرفت مارغريت بأنها قائدة حكيمة ونشطة وقادرة، وحكمت بشيءٍ من «البصيرة البعيدة والحذر»، وحصلت على لقب «سميراميس الشمال». أُطلق عليها منافسها ألبريكت من مكلنبورغ لقب «الملكة البائسة»، وهو واحد من العديد من الألقاب المهينة والساخرة التي اخترعها، ولكنها نالت احترامًا حقيقيًا من شعبها الذي أطلق عليها لقب «السيدة الملكة» اعترافًا بقدراتها الاستثنائية. أطلق عليها المؤرخ كنوت جيرسيت لقب «أول ملكة عظيمة حكمت في التاريخ الأوروبي».
وُلِدَت مارغريت في قلعة سوبورغ، وكانت الابنة الصغرى لفالديمار الرابع ملك الدنمارك. تميزت بأنها دبلوماسية صبورة وبإدارتها الماهرة، وذلك على الرغم من طموحها الكبير ورغبتها القوية في توحيد الدول الاسكندنافية إلى الأبد في كيان واحد لديه القوة للمقاومة والتنافس ضد الرابطة الهانزية. تزوجت مارغريت من هاكون السادس في عام 1363 وهي في العاشرة من عمرها، وأنجبت منه ابنهما أولاف. توفي كل من هاكون وأولاف، فأُعلِنَت مارغريت ملكة على الممالك الإسكندنافية. خلف مارغريت ابن أخيها، إريك من بوميرانيا، ولكنها ظلّت الحاكمة الفعلية لمدة 11 عامًا حتى وفاتها في عام 1412، وذلك على الرغم من بلوغ إريك سن الرشد في عام 1401. كانت وصايتها بمثابة بداية الاتحاد بين الدنمارك والنرويج الذي استمر لأكثر من أربعة قرون.
لم تسلم مارغريت من بعض الانتقادات، إذ رآها بعض المؤرخين النرويجيين والسويديين متحيزةً للدنمارك وذات طابع استبدادي للغاية؛ ولكن يُعتقد عمومًا أنها حظيت بشعبية وتقدير كبيرين في النرويج واحترام في الدنمارك والسويد. أثارت مارغريت امتعاض بعض السجلات الدينية المعاصرة بسبب عدم خوفها من قمع الكنيسة لتعزيز السلطة الملكية. تُعرف مارغريت في الدنمارك باسم «مارغريت الأولى» لتمييزها عن الملكة الحالية التي اختارت أن تُعرف باسم مارغريت الثانية تقديرًا لها واعترافًا بمسيرتها.

## الوصاية
كان أول تحرّك لها بعد وفاة والدها في عام 1375 هو تأمين انتخاب ابنها الرضيع أولاف ملكًا للدنمارك؛ وذلك على الرغم من مطالب زوج أختها الكبرى إنغبورغ الدوق هنري الثالث ملك مكلنبورغ وابنهما ألبريكت. أصرت مارغريت على إعلان أولاف الوريث الشرعي للسويد، إلى جانب ألقابه الأخرى. كان أولاف صغيرًا جدًا على الحكم، فأثبتت مارغريت نفسها كحاكمة كفؤة وذكية خلال السنوات اللاحقة. توفي هاكون في عام 1380، فخلفه أولاف ملكًا للنرويج. توفي أولاف فجأة في عام 1387 عن عمر يناهز 17 عامًا، فاختيرت مارغريت، التي حكمت المملكتين باسمه، وصية على عرش النرويج والدنمارك في العام التالي.
أثبتت مارغريت بالفعل حنكتها السياسية القوية من خلال استعادة شلسفيغ من حكّام هولشتاين-رندسبورغ؛ الذين سيطروا عليها لأكثر من جيل واستعادوها كإقطاعية بموجب ميثاق نيبورغ في عام 1386، ولكن التاج الدنماركي حصل على جميع مزايا هذا الميثاق في ظل ظروف صارمة. فَقَدَ النبلاء الجوت المتمردون بموجب هذا الميثاق الدعم الذي كانوا يتمتعون به سابقًا في شلسفيغ وهولشتاين. تحررت مارغريت من قلق الفتنة الداخلية، وتمكنت حينها من توجيه كامل اهتمامها إلى السويد، حيث كان النبلاء المتمردون، بقيادة بيرغر (ابن بريدجيت وشقيق مارثا)، في حالة تمرّد ضد ملكهم غير المحبوب ألبريكت. كتب العديد من النبلاء الأقوياء إلى مارغريت أنهم سيدعمونها لتصبح وصية على السويد إذا ساعدتهم في الإطاحة بألبريكت، فما لبثت إلا وجمعت جيشًا وغزت السويد.
اضطر السويديون إلى قبول جميع شروط مارغريت في مؤتمر عُقِدَ في قلعة دالابورغ في مارس 1388، وانتخبوها «سيدة وحاكمة»، والتزموا بقبول أي ملك تختار تعيينه. عاد ألبريكت، الذي أطلق عليها لقب «الملكة البائسة» من مكلنبورغ مع جيش من المرتزقة. وقعت المعركة الحاسمة إما في آسل أو فالان بالقرب من فالشوبينغ في 24 فبراير 1389. قُتل الجنرال هنريك بارو، قائد قوات مكلنبورغ التابعة لمارغريت، في المعركة، ولكنه تمكن من النصر لها. أصبحت مارغريت حينها السيدة المطلَّقة للممالك الثلاث.
ظلّت ستوكهولم، التي كانت آنذاك مدينة ألمانية بالكامل تقريبًا، صامدة. دفع الخوف من مارغريت كلًا من أمراء مكلنبورغ والمدن الوندية إلى الإسراع لمساعدتها؛ وسرعان ما امتلأ بحر البلطيق وبحر الشمال بقراصنة إخوة المؤن. تدخلت الرابطة الهانزية، وبموجب ميثاق ليندهولم (1359)، أطلقت مارغريت سراح ألبريكت بعد تعهده بدفع 60 ألف ماركية في غضون ثلاث سنوات، وستحتفظ الرابطة الهانزية خلال هذا الوقت بستوكهولم كضمان. فشل ألبريكت في دفع فدية خلال الوقت المحدد، وسلمت الرابطة ستوكهولم إلى مارغريت في سبتمبر 1398 مقابل الحصول على امتيازات تجارية.

### إريك من بوميرانيا
كان من المتفق عليه أن تختار مارغريت، في أول فرصة مناسبة، ملكًا جديدًا للبلدان الثلاثة يكون من أقرباء العائلات الحاكمة القديمة؛ وذلك على الرغم من الاتفاق في النرويج على بقاء مارغريت في الحكم إلى جانب الملك الجديد، أما في السويد، فأكد النبلاء لمارغريت أنهم راضون عن الاستغناء عن الملك طالما هي على قيد الحياة. أعلنت مارغريت ابن أخيها الأكبر، بوغسلاف، الذي غير اسمه إلى إريك من بوميرانيا (حفيد هنري مكلنبورغ)، ملكًا على النرويج في عام 1389، بعد تبنيه هو وشقيقته كاثرين. أُعلِن الولاء له في الدنمارك والسويد في عام 1396، بينما تولت مارغريت الوصاية مرة أخرى بسبب صغر سنه.

## المظهر والشخصية
وُصِفت مارغريت بأنها امرأة جميلة ذات شعر داكن، وعيون سوداوين، ونظرة مخيفة، وهالة من السلطة المطلقة. كانت نشيطة للغاية حتى في سن الشيخوخة، وكانت شخصية استبدادية ولا تقهر، ووُصِفَت في الوقت نفسه أيضًا بأنها حكيمة وعادلة وذكية ولطيفة. كتب هدسون سترود: «مارغريت، التي امتلكت، مثل القديسة بريجيت، صفة الصلابة الذكورية، كانت بلا شك الأقوى. لم يبذل أي رجل ذو صفة رسمية جهدًا أكبر في عمله، فهي استخدمت قدرتها البناءة، ودبلوماسيتها، وقوة إرادتها لإنجاح الاتحاد والحفاظ على الامتياز الملكي».

## معرض صور

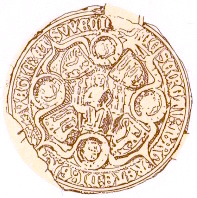
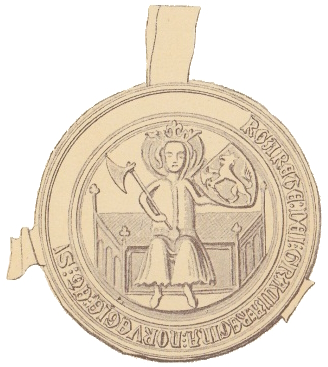
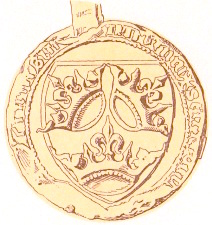
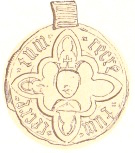

## اقتباسات
1. ↑  Margareta (بالسويدية), Svenska litteratursällskapet i Finland, QID:Q10429758
2. ↑  Encyclopædia Britannica | Margaret I (بالإنجليزية), QID:Q5375741
3. ↑  FemBio-Datenbank | Margarete (بالألمانية والإنجليزية), QID:Q61356138
4. ↑  Dansk Biografisk Lexikon | Margrete 1. (بالدنماركية), QID:Q1164910
5. ↑  Gran Enciclopèdia Catalana | Margarida I de Dinamarca (بالكتالونية), Grup Enciclopèdia, QID:Q2664168
6. ↑  Earenfight، Theresa (2013). Queenship in Medieval Europe. Palgrave Macmillan. ص. 238. ISBN:9781137303929. مؤرشف من الأصل في 2023-10-03.
7. ↑  Bagge, Sverre (2014). Cross and Scepter: The Rise of the Scandinavian Kingdoms from the Vikings to the Reformation (بالإنجليزية). Princeton University Press. p. 155. ISBN:978-1-4008-5010-5. Archived from the original on 2023-09-26.
8. ↑  Margareta Skantze in Drottning Margaretas historia (ردمك 978-91-978681-1-2) p.202
9. ↑  Goodrich، Samuel Griswold (1852). The Second Book of History: Including the Modern History of Europe, Africa, and Asia ... : Designed as a Sequel to the First Book of History. Jenks, Hickling & Swan. ص. 154. مؤرشف من الأصل في 2023-01-19.
10. ↑  White 2010، صفحات 1, 39.
11. ↑  Derry 2000، صفحات 72.
12. ↑  Hooper Gottlieb، Agnes (1998). 1,000 years, 1,000 people: ranking the men and women who shaped the millennium. Kodansha International. ص. 221. ISBN:9781568362533.
13. ↑  Williamson، David (1988). Debrett's Kings and Queens of Europe. Salem House. ص. 106. ISBN:9780881623642.
14. ↑  Gjerset، Knut (1915). History of the Norwegian People. Two Volumes. Vol.II. The MacMillan Company. ص. 35.
15. ↑  Kuiper، Kathleen (2009). The 100 Most Influential Women of All Time. The Rosen Publishing Group. ص. 53. ISBN:9781615300105. مؤرشف من الأصل في 2023-04-08.
16. ↑  Larsen، Karen (2015). History of Norway. Princeton University Press. ص. 212. ISBN:9781400875795. مؤرشف من الأصل في 2023-01-30.
17. ↑  Bain 1911، صفحة 702.
18. ↑  White 2010، صفحة 56.

## قائمة المصادر
- Etting، Vivian (2009)، Margrete den første، Nordisk Forlag A/S، ISBN:978-87-02-07177-1